# Paša
Il Paša (in russo Паша?) è un fiume della Russia, affluente di sinistra dello Svir'. Scorre nei rajon Tichvinskij e Volchovskij dell'oblast' di Leningrado.
Il fiume ha origine dal lago Pašozero La foce del fiume si trova a 7,9 km dalla foce dello Svir'. La lunghezza è di 242 km, il bacino idrografico è di 6650 km². Tra gli affluenti dello Svir' è il più largo e quello con la maggiore portata.